# 後堀
後堀，是臺灣嘉義縣鹿草鄉的一個傳統地域名稱，位於該鄉東南端。相較於今日行政區，其範圍大致包括後堀村東南部、三角村北部中段。

## 歷史
台灣日治初期，後堀地區為一街庄，稱為「後堀庄」，隸屬於鹿仔草堡。該庄西部北段及北部西段與山仔腳庄為鄰，北部中段及東段與蔴荳店庄為鄰，東邊為南靖庄，南邊東段隔八獎溪（八掌溪）與崩埤庄為界，南邊中、西段及西邊南段為三角仔庄。
1901年（日治明治三十四年）11月，全台廢縣廳改設二十廳，該庄隸屬於嘉義廳。1903年（明治三十六年）6月，該庄編入「鹿仔草區」，隸屬於嘉義廳。1909年（明治四十二年）10月，合併二十廳為十二廳，鹿仔草區仍隸屬於嘉義廳。1920年（大正九年），全台地方制度大改正，廢十二廳改設五州二廳，該庄改制為「後堀」大字，隸屬於臺南州東石郡鹿草庄。
戰後鹿草庄改制為鹿草鄉，隸屬於臺南縣，大字亦改制為村。1950年10月，雲、嘉、南分治，鹿草鄉改隸屬嘉義縣。

## 聚落
本地區發展較早的聚落有後堀、崁仔墘（部分）、竹圍仔、毛蟹行等，在日治期初期的官方地圖上已有記載。

## 交通
國道1號又稱「中山高速公路」，是台灣西部兩條縱向高速公路之一，經過本地區東部邊界地帶。最近的交流道在北側是省道台82線文會處的嘉義系統交流道及縣道168號交會處的水上交流道，在南側是市道172號交會處的新營交流道，由此等可快速前往國道1號沿線各地。
縣道163號是嘉義市市區至嘉義縣布袋鎮好美里的道路，經過本地區後堀聚落。由該道路東北行可前往水上鄉、嘉義市西區，並止於縣道159號路口；西南行可前往鹿草鄉鹿草市區、義竹鄉、布袋鎮，並止於好美里。
縣道嘉31線是鹿草至後部的道路，續南行可銜接臺南市區道南85線。
縣道嘉37線是下半天至後堀的道路。

## 學校
- 後塘國小